# Lotfi Benbahmad
Lotfi Benbahmed (en arabe : لطفي بن باحمد), né le 2 décembre 1966 à Cherchell dans la wilaya de Tipaza, est un homme politique algérien.

## Biographie

### Etudes
- Diplômé en pharmacie de l'Université d'Alger en 1991.
- Certificat de troisième cycle spécialisé en gestion d'entreprise de l'Université de formation continue d'Alger en 1994.

### Carrière
- Directeur et directeur technique de la Corporation pharmaceutique de 1996 à 2019.
- Président du Conseil national de l'Ordre des pharmaciens de 1996 à 2020[2], et président de l'inter Ordre des pharmaciens d'Afrique depuis 2018[3].
- Ministre délégué de l'Industrie pharmaceutique du 4 janvier 2020 au 23 juin 2020 ; puis ministre de l'Industrie pharmaceutique du 23 juin 2020 au 8 septembre 2022.